# Nhạc đại chúng Bắc Âu
Nhạc đại chúng Bắc Âu, còn gọi là Scandipop (viết tắt của nhạc pop vùng Scandinavia), vốn nổi tiếng với các nhóm/ban nhạc tên tuổi lớn như ABBA, Roxette, A-ha, Michael Learns to Rock, Ace of Base, Bladee và Aqua. Cho đến nay họ vẫn là những nghệ sĩ lớn nhất bên ngoài dòng nhạc metal và có tầm ảnh hưởng vượt ra ngoài phạm vi các nước Thụy Điển, Na Uy và Đan Mạch.
Nhạc đại chúng của các nước Bắc Âu thể hiện tính chất vô cùng đa dạng, phong phú. Đan Mạch, Phần Lan, Ai-xơ-len, Na Uy và Thụy Điển tất cả đều sở hữu cho mình những ngành công nghiệp âm nhạc nội địa rất thành công trong nhiều năm trời.

## Các bản hit quán quân của Bắc Âu trên BXHBillboardHot 100
| Năm  | Nghệ sĩ     | Ca khúc                  | Quốc gia  |
| ---- | ----------- | ------------------------ | --------- |
| 1974 | Blue Swede  | "Hooked on a Feeling"    | Thụy Điển |
| 1977 | ABBA        | "Dancing Queen"          | Thụy Điển |
| 1985 | A-ha        | "Take On Me"             | Na Uy     |
| 1989 | Roxette     | "The Look"               | Thụy Điển |
| 1989 | Roxette     | "Listen to Your Heart"   | Thụy Điển |
| 1990 | Roxette     | "It Must Have Been Love" | Thụy Điển |
| 1991 | Roxette     | "Joyride"                | Thụy Điển |
| 1994 | Ace of Base | "The Sign"               | Thụy Điển |

## Các đĩa đơn quán quân của Bắc Âu tạiAnh Quốc
| Năm  | Nghệ sĩ                                                    | Ca khúc                       | Quốc gia                            |
| ---- | ---------------------------------------------------------- | ----------------------------- | ----------------------------------- |
| 1974 | ABBA                                                       | "Waterloo"                    | Thụy Điển                           |
| 1976 | ABBA                                                       | "Mamma Mia"                   | Thụy Điển                           |
| 1976 | ABBA                                                       | "Fernando"                    | Thụy Điển                           |
| 1976 | ABBA                                                       | "Dancing Queen"               | Thụy Điển                           |
| 1977 | ABBA                                                       | "Knowing Me, Knowing You"     | Thụy Điển                           |
| 1977 | ABBA                                                       | "The Name of the Game"        | Thụy Điển                           |
| 1978 | ABBA                                                       | "Take a Chance on Me"         | Thụy Điển                           |
| 1980 | ABBA                                                       | "The Winner Takes It All"     | Thụy Điển                           |
| 1980 | ABBA                                                       | "Super Trouper"               | Thụy Điển                           |
| 1986 | A-ha                                                       | "The Sun Always Shines on TV" | Na Uy                               |
| 1986 | Europe                                                     | "The Final Countdown"         | Thụy Điển                           |
| 1993 | Ace of Base                                                | "All That She Wants"          | Thụy Điển                           |
| 1994 | Whigfield                                                  | "Saturday Night"              | Đan Mạch                            |
| 1995 | Rednex                                                     | "Cotton Eye Joe"              | Thụy Điển                           |
| 1995 | Cher, Chrissie Hynde và Neneh Cherry cùng với Eric Clapton | "Love Can Build a Bridge"     | Hoa Kỳ, Thụy Điển và Vương quốc Anh |
| 1997 | Aqua                                                       | "Barbie Girl"                 | Đan Mạch / Na Uy                    |
| 1998 | Aqua                                                       | "Doctor Jones"                | Đan Mạch / Na Uy                    |
| 1998 | Aqua                                                       | "Turn Back Time"              | Đan Mạch / Na Uy                    |
| 2000 | A1                                                         | "Take on Me"                  | Vương quốc Anh / Na Uy              |
| 2000 | A1                                                         | "Same Old Brand New You"      | Vương quốc Anh / Na Uy              |
| 2004 | Eric Prydz                                                 | "Call On Me"                  | Thụy Điển                           |
| 2005 | Crazy Frog                                                 | "Axel F"                      | Thụy Điển                           |
| 2007 | Robyn cùng với Kleerup                                     | "With Every Heartbeat"        | Thụy Điển                           |
| 2008 | Basshunter                                                 | "Now You're Gone"             | Thụy Điển                           |
| 2012 | Swedish House Mafia ft. John Martin                        | "Don't You Worry Child"       | Thụy Điển                           |
| 2013 | Avicii cùng với Nicky Romero                               | "I Could Be the One"          | Thụy Điển và Hà Lan                 |
| 2013 | Icona Pop ft. Charli XCX                                   | "I Love It"                   | Thụy Điển và Vương quốc Anh         |
| 2013 | Avicii                                                     | "Wake Me Up"                  | Thụy Điển                           |
| 2014 | Nico & Vinz                                                | "Am I Wrong"                  | Na Uy                               |
| 2016 | Lukas Graham                                               | "7 Years"                     | Đan Mạch                            |
| 2016 | Major Lazer ft. Justin Bieber và MØ                        | "Cold Water"                  | Hoa Kỳ, Canada và Đan Mạch          |
| 2017 | Clean Bandit ft. Zara Larsson                              | "Symphony"                    | Vương quốc Anh và Thụy Điển         |

## Một số nghệ sĩ tiêu biểu theo từng quốc gia

### Na Uy
Tính đến năm 2016, Na Uy đứng thứ 20 trong số các thị trường âm nhạc lớn nhất thế giới.